# Harold Fleming
Harold John Fleming (* 30. April 1887 in Downton, Wiltshire; † 23. August 1955 in Swindon) war ein englischer Profifußballer und Nationalspieler, der für die Vereine St. Marks und Swindon Town spielte.

## Vereinsdaten
Fleming spielte auf der Position eines zentralen Stürmers und begann seine fußballerische Laufbahn bei St. Marks. Später wurde er vom Manager des Vereins Swindon Town zu einem Testspiel eingeladen. Fleming erzielte bei dem 4:0-Sieg von Swindon Town gegen den FC Salisbury City zwei Treffer. 
Wegen dieser guten Leistung erhielt er schnell einen Profivertrag bei Swindon Town und spielte zwischen 1907  und 1924 für den Verein. Während seiner 332 Spiele für Swindon Town markierte er 203 Tore.
Seine Karriere als Fußballer wurde durch den Ersten Weltkrieg unterbrochen. Während der Zeit des Krieges arbeitet er als Sportlehrer.

## Englische Fußballnationalmannschaft
Zwischen 1909 und 1914 spielte er insgesamt 11 Mal für die englische Nationalmannschaft, wobei er 9 Tore erzielte.

## Besonderes
Wegen seines legendären Rufes bei den Swindon Fans wurde eine Straße, der „Fleming Way“, nach ihm benannt und im Foyer des Vereins eine Statue aufgestellt. Auch stiftete er seinen Namen für eine Sorte Fußballschuhe.